# Man (Elefántcsontpart)
Man város Elefántcsontpart nyugati részén, Dix-Huit Montagnes régióban. Lakossága kb. 173 ezer fő volt 2010-ben.
Mezőgazdasági központ, amely környékén kávét, kakaót, banánt, maniókát, szójababot, rizst termesztenek.
A város a Toura és a Tonkoui hegyek között fekszik, amely népszerű a túrázók körében. A környék fő látnivalói a vízesések, a Majom-erdő, továbbá a környék néptörzseinek kultúrája (pl. tánc).

## Fordítás
Ez a szócikk részben vagy egészben  a   Man, Ivory Coast című angol Wikipédia-szócikk fordításán alapul.  Az eredeti cikk szerkesztőit annak laptörténete sorolja fel. Ez a jelzés csupán a megfogalmazás eredetét és a szerzői jogokat jelzi, nem szolgál a cikkben szereplő információk forrásmegjelöléseként.